# Мемориальная часовня короля Георга VI
Мемориальная часовня короля Георга VI (англ. King George VI Memorial Chapel) является частью часовни Святого Георгия в Виндзорском замке. Часовня была построена по заказу королевы Елизаветы II в 1962 году как место захоронения её отца, короля Георга VI. Здесь находятся места последнего упокоения короля Георга VI, королевы-матери Елизаветы, королевы Елизаветы II, принца Филиппа, герцога Эдинбургского, и праха принцессы Маргарет. Построена по проекту Джорджа Пейса. Строительство часовни было завершено в 1969 году.

## История
Часовня была заказана королевой Елизаветой II в 1962 году. Архитекторам часовни было поручено спроектировать её таким образом, чтобы она могла вместить останки трёх монархов и их супруг. В декабре 1962 года личный секретарь Елизаветы II обратился к декану Виндзора Робину Вудсу с двумя просьбами. Первая заключалась в том, чтобы подготовить старшего сына королевы, принца Чарльза, к конфирмации, а вторая — в том, чтобы найти специальное место для упокоения её отца, короля Георга VI. После отпевания в часовне Святого Георгия останки Георга были перенесены в королевскую усыпальницу под часовней. Смерть Георга была неожиданной, и для него не было определено конкретное место упокоения.
Просьба не была удовлетворена ещё пять лет, так как королева хотела, чтобы её мать, вдова Георга VI, королева-мать Елизавета, избежала болезненного опыта похорон мужа во второй раз. Ей также не нравилась идея мраморного склепа с изображениями в натуральную величину, которые обычно заказывались для останков монархов, и она предпочла простые плиты, инкрустированные в пол. В часовне Святого Георгия не было места для строительства ещё одного склепа, поэтому было найдено решение — построить дополнительную часовню-канцелярию с внешней стороны часовни Святого Георгия. Это была первая пристройка к часовне Святого Георгия с тех пор, как в 1504 году на южной стороне часовни была построена капелла для Оливера Кинга, личного секретаря Генриха VII.

## Проектирование и строительство
Первоначальный план новой часовни был отклонён Королевской комиссией по архитектуре и окружающей среде. Он предусматривал строительство небольшой прямоугольной часовни в северной стене нефа по проекту Пола Пэджета и Джона Сили, 2-го барона Моттистоуна. Второй план, представленный архитектором Джорджем Пейсом, был одобрен. Он предполагал строительство часовни между Ратлендской часовней и северным хором часовни Святого Георгия. Проект Пейса имел высоту 18 футов, ширину 10 футов и глубину 14 футов. Строительство было завершено в 1969 году. Часовня стоит между двумя внешними контрфорсами северной стены хора, и построена из камня из Клипшема, графство Ратленд. Красные и синие витражи были спроектированы Джоном Пайпером и выполнены Патриком Рентьеном. Крыша окрашена в чёрно-белые цвета и украшена вкраплённым сусальным золотом. На алтаре установлен бронзовый рельефный портрет Георга VI работы сэра Уильяма Рида Дика, копия этого портрета висит в церкви Святой Марии Магдалины в королевском поместье Сандрингем в Норфолке. Законченная часовня была описана деканом Виндзора Робином Вудсом как продолжение «перпендикулярной готической архитектуры самой часовни, но в идиоме XX века». Прямо под часовней находится погребальная камера, в которую помещают останки.